# 恋するビリボー&コスプレ大作戦!
恋するビリボー&コスプレ大作戦!（こいするビリボーアンドコスプレだいさくせん）は、MONDO21（現・MONDO TV）で放送されていたバラエティ番組。2009年11月放送開始、2010年7月放送終了。初回放送は隔週金曜24:00 - 24:30（ほか随時再放送あり）。

## 概要
基本は24名のグラビアアイドルが2人一組のコンビを組み、トーナメント形式で対決する。優勝したコンビには歌手デビューが約束されている。
対決はビリボーとカラオケの合計得点で争われる。当初はビリボーとカラオケの配点比率がほぼ1:1だったが、最終的には「歌手デビューを目指す」ことが目標の番組のため、トーナメントが進むにつれカラオケの配点比率が高く設定されるようになった（詳細は後述）。
なお前半戦（ビリボー）と後半戦（カラオケ）の間には生着替えタイムがあり、MONDO TV携帯サイトやニコニコ動画の「MONDO TVオンデマンド」ではこの生着替えの模様をノーカット配信している。
対決に敗北した場合でも、視聴者からの人気が高いコンビなどは敗者復活となる場合があるため、視聴者向けのパフォーマンスも重要なポイントとなる。

## 主なルール

### ビリボー
前半戦。基本的には通常のビリボーと同じルールで、1フレームごとにプレイヤーが交代する方式。グラビアアイドルはそれぞれ独自のコスプレをしてプレイするのがお約束。1・2回戦は10フレーム制だったのに対し、3回戦からは5フレーム制となり配点が大幅に低くなった。
なお特別ルールとして、番組側が指定したフレームについては、スタッフが用意した指令カードの中から1枚を引き、その指令に従ってプレイを行う。指定フレームは1・2回戦では「3の倍数のフレーム」だったが、3回戦以降は「第3・4フレーム」。主な指令には「バナナ（のおもちゃ）を胸に挟み、そのバナナで手球を打つ」「ロデオボーイ（ロデオマシン）に乗った状態で手球を打つ」などがあるが、いずれにしても通常のフレームに比べ格段に困難な状況でのプレイを強いられる。

### カラオケ
後半戦。生着替えタイムでビキニに着替えたグラビアアイドルがカラオケの点数で勝負する。使用するのはUGAの「ノーマル採点」。歌唱する曲は、UGAの収録曲であれば特に制限はない模様。
こちらもカラオケの歌唱前に指令カードを一枚引き、その指令に従って歌うことになる。主な指令には「ある特定のヨガのポーズを取りながら歌う」「ロデオボーイに乗った状態で歌う」などがある。
1・2回戦では2人で1曲を交代しながら歌う方式だったが、3回戦以降は1人1曲ずつ歌った合計得点を使用するようになったため、配点が大幅に高くなった。

## 出演者
- 桜塚やっくん（司会）
- 桜井まり・平川舞弥
- 白川桃・春菜はな
- 大川麗奈・佐々木澪
- 宇佐美あいり・中川朋美
- 鎌田緑・瀬戸麻楡
- 桐山瑠衣・庄司ゆうこ
- 助川まりえ・坂井ちか
- 友坂なつみ・佐久間ゆい
- 齊藤夢愛・とよた優佳
- 小松きよは・柏木君予
- 川上絵理香・璃娃
- 栗山夢衣・美月あかり